# 에미그레이트
에미그레이트(Emigrate)는 잉글랜드의 록 밴드이다.